# Auguste Pinguet
Pour les articles homonymes, voir Pinguet.
Auguste Pinguet, né Auguste François Pinguet à Angers le 4 octobre 1863, où il est mort le 29 octobre 1937,, est poète, conteur, auteur et luthier français.

## Biographie
Auguste Pinguet fut un poète prolifique qui écrivit de nombreux poèmes ayant pour cadre l'Anjou et la douceur angevine. Luthier dans la société musicale Grolleau à Angers, il était également amateur d'art, collectionneur et grand bibliophile.
Au début du XXe siècle, Auguste Pinguet croise le peintre Georges Gobo. Une grande amitié lie les deux artistes. Ensemble, ils parcourent l'Anjou et la Bretagne, deux régions dans lesquelles ils trouvent leurs sources d'inspiration artistique. L'un promène son chevalet pendant que l'autre manie la plume.
Titre prémonitoire ou hasard, son dernier ouvrage publié fut La Légende du poète qui mourut de chanter, publié en 1934.
Il publia une grande partie de ses œuvres chez l'éditeur angevin André Bruel.

## Publications
- Nouveaux poèmes de l'Anjou, Éditions Siraudeau, Angers, 1910
- Le Poème. 1918, Angers, 1920
- La Chanson de l’Anjou, recueil de poèmes : décembre 1898 - octobre 1902, Éditions du Carnet Critique, Paris, 1923
- Le Cantique de la mer, Éditions André Bruel, Angers, 1928
- Le Bibliophile, portrait et caractère, pour une dame qui les avait demandés, Éditions André Bruel, Angers, 1928
- Les Champs et la Ville, poème Éditions André Bruel, Angers, 1928
- Vers écrits sur la colline de Du Bellay, Société des éditions de l'Ouest, Angers, 1929
- Les Chansons et pastourelles, de Thibaut de Blaison, trouvère angevin, XIIe – XIIIe siècles, publiées avec introduction, traduction et la reproduction phototypique des manuscrits de la Bibliothèque nationale, Éditions Société des Amis du livre angevin, Angers, 1930
- Œuvres. Poèmes. 1910-1930, Éditions André Bruel, Angers, 1930
- De la plastique dans la poésie angevine, Éditions la Guilde des artistes angevins, Angers, 1930
- Le Jardin des quatrains, Éditions André Bruel, Angers, 1931
- Chloé à la tourterelle, conte simple et vrai, Éditions André Bruel, Angers, 1931
- Une veillée de Noël au village de Terre-Rouge, conte vrai et angevin, Société des Éditions de l'Ouest, Angers, 1932
- Les Lassitudes. L'Oasis, Éditions André Bruel, Angers, 1932
- Petite ville, petite dame, nouvelle, Société des Éditions de l'Ouest, Angers, 1933
- La Légende du poète qui mourut de chanter, Éditions Le Bibliophile angevin, Angers, 1934